# 日立市立水木小学校
日立市立水木小学校（ひたちしりつみずきしょうがっこう）は、茨城県日立市水木町1-6-1にある日立市立小学校。

## 沿革

### 年表
- 1889年6月22日 - 坂上尋常小学校が創立[4]。
- 1893年6月15日 - 高等科を併置。坂上尋常高等小学校となる[4]。
- 1941年4月1日 - 多賀第四国民学校となる[4]。
- 1947年4月1日 - 多賀町立水木小学校となる[4]。
- 1955年 - 日立市立水木小学校となる[4]。
- 1992年7月19日 - 金砂郷村立金砂小学校との交流会が開始[4]。
- 1995年4月1日 - 文部省「むし歯予防推進指定校」に指定[4]。
- 2004年4月29日 - 平成16年度「みどりの日」自然環境功労者（保全活動部門） 環境大臣表彰を受賞[4][5]。
- 2014年3月31日 - 新校舎が完成[6]。
- 2016年11月24日 - いばらき理科教育振興事業（幡谷教育賞）を受賞[4][7]。
- 2018年4月17日 - 平成30年度科学技術分野の文部科学大臣表彰 創意工夫育成功労学校賞を受賞[4][8]。
- 2020年4月1日 - 放課後子ども教室を開設[9]。
- 2022年度 - 新たな体験学習プログラム、研究指定校に指定[10]。
- 2023年 - 2024年度 - 金銭金融経済教育研究校事業に指定[11][12]。

## 教育方針
（出典：）
教育目標
心身ともにたくましく 知性と豊かな人間性に富んだ水木っ子の育成

## 学校行事
2023年度年間行事計画より
- 4月
  - 着任式・始業式
  - 入学式
  - 6年全国学力・学習状況調査
  - 家庭確認
  - 1年生を迎える会
- 5月
  - 4年校外学習
  - 運動会
- 6月
  - 創立記念日（6月28日）
- 7月
  - 終業式

- 9月
  - 始業式
  - 5年宿泊学習
- 10月
  - 1年校外学習
  - 6年修学旅行
  - 2年校外学習
  - 5年校外学習
  - 3年校外学習
- 11月
  - 茨城県民の日（11月13日）
  - 4年校外学習（星空学習）
- 12月
  - 終業式

- 1月
  - 始業式
  - 学力診断のためのテスト
  - 新入児保護者説明会
- 2月
  - 新入児体験学習
  - 泉丘中体験学習・保護者説明会（6年）
- 3月
  - 6年生を送る会
  - 卒業証書授与式
  - 修了式

## 通学区域
（出典：）
- 日立市大沼町
  - 1丁目33・34番2から4号
  - 3丁目32番1から19・26号、33から37番
- 日立市東大沼町4丁目
- 日立市みかの原町
  - 1丁目1から7番、18番1から18号、19番1号
  - 2丁目
- 日立市水木町
  - 1丁目
  - 2丁目1から27番、33から36番
- 日立市森山町
  - 1丁目
  - 2丁目
  - 3丁目
  - 4丁目1番25から32号
  - 5丁目1から9番

## 進学先中学校
- 日立市立泉丘中学校
- 日立市立台原中学校

## 学区内の主な施設
- 水木交流センター
- 水木海水浴場
- 泉神社・泉が森